# Zajączki (Ostrzeszów, Gran Polonia)
Zajączki es un pueblo en el municipio de Ostrzeszów, comprendido en el distrito de Ostrzeszów, voivodato de Gran Polonia, en el centro oeste de Polonia. Se encuentra aproximadamente a 7 kilómetros al norte de Ostrzeszów, y a 128 kilómetros al sureste de la capital regional Poznań.